# Les Essards (Indre i Loara)
Les Essards – miejscowość i dawna gmina we Francji, w Regionie Centralnym, w departamencie Indre i Loara. W 2013 roku populacja gminy wynosiła 154 mieszkańców. 
1 stycznia 2017 roku połączono dwie wcześniejsze gminy: Langeais oraz Les Essards. Siedzibą nowej gminy została miejscowość Langeais, a gmina przyjęła jej nazwę. 